# Triệu Duy Hiến
Triệu Duy Hiến (赵惟宪; 979 - 1016), là Bắc Tống Tôn Thất, đích tôn tử của Tống Thái Tổ Triệu Khuông Dẫn, con trai thứ hai của Tần Khang Huệ vương Triệu Đức Phương.

## Gia thất

### Thê thiếp
- Tống thị (宋氏; ? - 1010)
- Hòa thị (和氏; 981 - 1046), cháu gái Hòa Ngưng (和凝), phong Từ Quốc phu nhân (徐国夫人)

### Dòng dõi
- Triệu Tùng Thức (赵从式), phong An Định Quận vương → Vinh vương (荣王).
- Triệu Tùng Nhung (赵从戎), Nội điện Sùng ban.
- Triệu Tùng Úc (赵从郁), Tân Hưng hầu (新兴侯), Hữu ban Điện trị, Tả truân vệ Đại tướng quân, Văn Châu Thứ sử.
- Triệu Tùng Diễn (赵从演), Lễ Tân phó sứ.
- Triệu Tùng Giới (赵从戒), Nội điện Sùng ban.
- Triệu Tùng Thực (赵从湜), Nội điện Sùng ban.
- Triệu Tùng Bí (赵从贲), Cung phụng quan.